# Ogib
Ogib, ogib svjetlosti ili difrakcija je fizikalna pojava koja nastaje zbog skretanja valova iza ruba zapreke na koju valovi naiđu. Ako, naime, valovi naiđu na neku zapreku kojoj su dimenzije približne duljini vala, zbog ogiba će, u sjeni koju čini zapreka, nastati interferencija valova koji dolaze s jednog i drugoga ruba zapreke. Ogib se zapaža u sjeni svih vrsta valova, na primjer mehaničkih valova (valovi na površini vode, zvučni valovi), elektromagnetskih valova i valova tvari. Uočavanje ogiba svjetlosnih valova prva je eksperimentalna potvrda valne prirode svjetlosti. Ogib je prvi zamijetio talijanski astronom Francesco Maria Grimaldi (1618. – 1663.), a teoriju je utemeljio Augustin Jean Fresnel.
Ako se na put svjetlosnih zraka, koje izlaze iz nekoga točkastoga svjetlosnog izvora, stavi na dovoljnoj udaljenosti tanka žica, ili ako se svjetlost propusti kroz usku pukotinu, na zastoru neće nastati oštra granica između osvijetljenoga dijela zastora i sjene, nego se na rubu sjene zapažaju tamne i svijetle pruge. Te pruge nastaju interferencijom svjetlosnih zraka koje zbog ogiba dolaze s jedne i druge strane zapreke. Ogib svjetlosti na sitnim česticama koje su raspršene u nekom prozirnom sredstvu, na primjer na česticama sitne prašine u zraku, čini da se te čestice zapažaju kao svijetle točkice ako ih se motri sa strane od upadne svjetlosti. Ogib svjetlosti na kapljicama vode, odnosno na sitnim kristalićima leda u atmosferi daje vijenac, odnosno krug oko Sunca i Mjeseca (halo). Zbog ogiba postoji ograničenje u moći razlučivanja optičkih instrumenata. U optičkom instrumentu od točkastog izvora svjetlosti ne nastaje točkasta slika, nego svijetao kružić, oko kojega se nalaze svijetli i tamni kolobari nastali ogibom na ulaznom otvoru instrumenata. Ako su dvije točke predmeta, koji se motri optičkim instrumentom, previše blizu jedna drugoj, zbog nastale slike svijetlih kružića ne može se uočiti radi li se o jednoj ili o dvjema točkama predmeta, to jest postoji ograničenje u razlučivanju detalja. Primjene su ogiba svjetlosti različite, a najznačajnija je primjena kod optičke rešetke za dobivanje spektara. Ogib rendgenskih zraka na kristalu pokazuje da je rendgensko zračenje valne naravi, a s pomoću ogiba rendgenskoga zračenja na različitim kristalima (Laueov difraktogram) može se odrediti smještaj atoma, odnosno iona u kristalu. Ogib elektrona, protona i neutrona na kristalima dokaz je valne naravi čestica, to jest de Broglieve teorije o valovima tvari.

## O pojavi
Pojava se objašnjava Huygensovim načelom. Do ogiba dolazi kod prostiranja valova svih vrsta elektromagnetskih valova (svjetlost, rendgenske zrake, radio valova), zvučnih valova i tako dalje. Osim toga difrakcija je potvrđena i kod fizičkih tijela na atomskoj razini, jer i čestice pokazuju valne osobine i u ovom slučaju pojava se može objasniti načelima kvantne mehanike. Iako do difrakcije dolazi kad god val naiđe na prepreku, učinci ogiba su najuočljiviji kada je veličina otvora (prepreke) reda veličine valne duljine vala. Najpovoljnija situacija za promatranje difrakcije je kada val nailazi na prepreku koja ima više bliskih otvora pomenutih dimenzija jer se tada na zaslonu formira difrakcijsko - interferencijska slika zbog različitih putanja kojima se novonastali valovi prostiru.
Uzmimo točkasti izvor svjetlosti i stavimo ispred njega neprozirni zastor na kojem se nalazi mala pukotina, probušena iglom, a dalje iza njega drugi, bijeli zastor. Svjetlost koja prolazi kroz otvor dat će na drugom zastoru svijetli krug, opkoljen izmjenično svijetlim i tamnim prstenovima. Ta pojava pokazuje, kao što smo već vidjeli u znanosti o valovima, da se svjetlost kod prolaza kroz vrlo uske pukotine ne širi pravocrtno nego se savija, odnosno ugiba oko ruba.
Na rubovima neprozirnih tijela ne nastaje kod širenja svjetlosti potpuna sjena, nego se svjetlost širi i iza ugla. Savijanje svjetlosti oko neprozirnih tijela i njeno odstupanje od pravocrtnog širenja zove se ogib ili difrakcija. Zbog ogiba Sunčeve svjetlosti na molekulama kemijskih tvari koje se nalaze u atmosferi svijetli nebo modro i to zato što je veća difrakcija modre nego crvene svjetlosti. Budući da je svjetlost valovito gibanje, to Huygensovo načelo vrijedi i u optici. Huygensovo načelo kaže da svaka čestica sredstva do koje dođe valovito gibanje postaje izvor novih istovrsnih valova.

### Ogib svjetlosti
Kod valnih pojava u mehanici postoji kontinuum sposoban da izvodi titranja. Pobudimo li malo područje kontinuuma na titranja, takvo se titranje neminovno prenosi na čitav kontinuum. Nemoguće je na površini vode pobuditi mali kružić na titranje, a da se to titranje odmah ne prenese na čitavu površinu vode. Titranja se nikada ne mogu trajno i potpuno lokalizirati na neka područja u kontinuumu. Naravno, moguće je da kontinuum zatitra u nekim dijelovima jače, a u nekima manje, ali između tih dijelova prostora postoje polagani prijelazi. To je osnovna razlika valnog širenja prema gibanju korpuskula (čestica). Postavljenim zastorima i otvorima može se uvijek dobiti struja čestica s oštrim granicama. U takvoj struji svaka čestica ima svoju točno određenu pravocrtnu stazu, i gibanjem kroz vakuum zadržava svaka čestica svoj smjer. Sasvim druge odnose nalazimo pri gibanju valova. Zastorima i otvorima također se mogu prisiliti valovi da prolaze kroz okrugle rupice, ali iza tih otvora valovi ne pokazuju pramenove s oštrim kružnim presjekom. I iza uskih otvora valovi se šire po čitavom prostoru. Ta pojava, poznata pod nazivom ogib ili difrakcija, temeljna je za čitavu teoriju valova.
Ogib valova očituje se u činjenici da zvuk, svjetlost ili valovi na vodi idu "oko ugla". Ogib valova lijepo se vidi pri širenju valova na vodi ako pred njih stavimo neku zapreku. Stavimo li nasuprot širenju valova jednu usku dasku, opažamo da se valovi pojavljuju i iza daske, u prostoru geometrijske sjene daske. Odmah iza daske voda je, naravno, samo malo ustalasala, i opažaju se neznatni titraji vodene površine. No daleko iza daske površina opet titra kao da daske nije ni bilo. Valovi koji su prošli kraj oba ruba daske ponovo su se sastavili; val se širi nesmetano dalje. Kako god bile daske postavljene, ne može se postići da se val širi samo u uskom pramenu po vodi. Val se uvijek širi po čitavoj površini vode.
Ogib valova ovisi mnogo o valnoj duljini. Dok je valna duljina velika, val praktički ispunjuje znatno čitav prostor. Koncentrirati u donekle određene snopove možemo samo valna gibanja s malim valnim duljinama.
Zbog male valne duljine svjetlosti možemo proizvesti snopove, koji imaju gotovo geometrijske oštrine. Opstanak takvih snopova bio je dugo godina jaki argument za korpuskularno shvaćanje svjetlosti. Pustimo li struju korpuskula kroz jedan otvor na zastoru, snop korpuskula ima iza zastora točno presjek otvora. Točnim pokusnim ispitivanjem može se međutim pokazati da uistinu ne postoje takvi snopovi svjetlosti s oštrim granicama. Svjetlost se kroz otvor širi po čitavom prostoru iza zastora, isto tako kao što valovi na vodi ispunjuju sav prostor iza postavljene zapreke. Slabe zrake svjetlosti u geometrijskoj sjeni opazio je već Grimaldi oko 1650. Te pojave osvjedočile su Huygensa potpuno o ispravnosti valne teorije svjetlosti.
Huygens je postavio načelo, na osnovu kojeg se moglo protumačiti širenje valova, osobito ogib. Zamislimo da se ravni val širi do ograde na kojoj se nalazi kružni otvor. Pred zastorom je valna fronta protegnuta kao ravnina. Prolaskom kroz rupice reže zastor iz valne fronte samo jedan neznatni dio. Takav dio valne fronte nastoji se iza zastora opet protegnuti po čitavom prostoru. Mala kružna valna fronta, odmah iza rupe u zastoru, počinje se odmah širiti, i u daljem gibanju ispuni čitav prostor iza zastora. Iza zastora imamo tako opet valne fronte, koje se protežu po čitavom prostoru. No, naravno, taj oporavak "ranjene" valne fronte ne može biti potpun i tako preostaje još uvijek pretežnost jakosti (intenziteta) u uskom prostoru oko geometrijske sjene. Oko te geometrijske sjene redaju se mjesta, na kojima se valovi pojačavaju, odnosno oslabljuju. Da dobijemo ta mjesta pojačavanja ili oslabljivanja vala, možemo po Huygensu zamisliti da se iz svake točke u rupici zastora širi jedan kuglasti val. Jakost svjetlosti u svakoj točki iza zastora nastaje slaganjem valova koji imaju svoje izvore u rupi na zastoru. Gdje se valovi međusobno pojačavaju, tamo nastaju svijetla mjesta, a gdje se valovi interferencijom poništavaju, tamo nastupaju tamna mjesta.
Huygensovo načelo veli da se iz svake točke do koje dopre val širi osnovni kuglasti val. Na prvi pogled čini se da se to načelo protivi pojavi ravnih valova, koje smo imali pri nesmetanom širenju svjetlosti. Međutim, to nije tako. Zamislimo da je ravni val dopro do neke ravnine AB. Od svake točke te ravnine širi se dalje kuglasti val. Očito je ovojnica (anvelopa) svih tih kuglastih valova opet ravnina. Do te ravnine A’B’ dopru svi kuglasti valovi s istom fazom. Na svakoj drugoj plohi, uzmimo neku ravninu koso na smjer obiju ravnina, kuglasti valovi, koji dolaze iz različitih točaka, titraju s različitom fazom, pa se u prosjeku poništavaju. Interferencijom osnovnih kuglastih valova ostaje ravni val, koji se širi prema naprijed.
Ravni val se dobiva interferencijom onda ako se osnovni valovi šire iz svih točaka početne ravnine. Međutim, drukčija je situacija ako se svjetlost širi samo od nekih područja početne ravnine. Tada interferencija osnovnih kuglastih valova ne daje više ravni val, nego ostaje izvjesna razlika (divergencija) kuglastih valova. Dobivamo ogib, kao kod prolaza svjetlosti kroz rupicu na zastoru.
Te odnose možemo najbolje objasniti na ogibnoj slici što je baca svjetlost kad prolazi kroz pukotinu na jednom prostoru. Snop paralelnih zraka svjetlosti pada na zastor na kojem se nalazi dugačka, ali vrlo uska pukotina. Kroz tu pukotinu prolazi svjetlost u prostor iza zastora. Po Huygensovou načelu možemo tu svjetlost iza zastora prikazati superpozicijom pojedinih valova koji se šire iz svake točke u pukotini. Nas zanima u kojim će se smjerovima svjetlost pojačati. Kut između zrake svjetlosti i okomice na zastoru označit ćemo s φ. Širina pukotine neka je s. Kod ogiba je odlučno, kolika je razlika u putovima zraka koje izlaze iz središta lijeve i desne polovine pukotine. Ta razlika iznosi s∙sin φ/2.
U prvobitnom smjeru upadne zrake svjetlost je naravno najjača (najintenzivnija). U smjeru gdje se svjetlost poništava prvi put mora razlika u putovima lijeve i srednje zrake biti jednaka λ/2. Za kut prvog minimuma ogibne zrake imamo jednadžbu:
{\displaystyle \sin \phi \cdot {\frac {s}{2}}=\pm {\frac {\lambda }{2}}}
Daljnji minimum dat je uvjetom:
{\displaystyle s\cdot \sin \phi =n\cdot \lambda }
gdje je: n = 1, 2, 3, …
Kutove pod kojima nastupa pojačanje ili poništenje svjetlosti možemo izmjeriti, a isto tako i širinu pukotine. Poznavanjem tih veličina možemo iz prijašnje jednadžbe izračunati valnu duljinu svjetlosti.
Vidi se, da je otklon zraka to veći, što je veća valna duljina. U vidljivom spektru biva najjače otklonjena crvena svjetlost, a najmanje ljubičasta. Baci li se bijela svjetlost na pukotinu, dobivaju se pruge različitih boja. Ljubičaste pruge leže bliže, a crvene su jače razmaknute.
Prikazani pokus prikazuje samo primitivnu upotrebu ogiba za mjerenje valnih duljina. Ogib svjetlosti može se iskoristiti za mnogo točnije mjerenje valnih duljina. Interferentne slike mogu se mnogo pooštriti, tako da se mjesto jedne pukotine na zastoru nanese čitav niz paralelnih pukotina u jednakom razmaku. Razmak između pukotina označit ćemo s a. Iz svake pukotine širi se val svjetlosti. Jakost (intenzitet) svjetlosti na fotografskoj ploči iza zastora slaže se iz svih tih valova. Promatramo li svjetlost pod određenim kutom φ, tad od pukotine do pukotine razlika u putovima zraka svjetlosti iznosi a∙sin φ. Maksimalno pojačanje dobivamo u smjerovima, gdje je:
{\displaystyle a\cdot \sin \phi =n\cdot \lambda }
gdje je: n = 1, 2, 3, …
Očito je da će interferentne crte biti oštrije što je veći broj pukotina. Praktički se to može ostvariti da se u sitnim razmacima urežu u staklenu ploču fine ravne crte. Takav ogibni uređaj baca svjetlost samo u onim smjerovima koji odgovaraju prethodnom uvjetu. Na ploči iza zastora dobiju se izmjenične svijetle i tamne pruge.
Točnost mjerenja može se još pojačati tako da se na prvi niz ureže okomito drugi niz. Dobiva se poznata optička rešetka. Svijetle i tamne pruge, koje baca jedan niz, presječen je svijetlim i tamnim prugama, koje baca drugi niz. Iza optičke rešetke dobivamo kvadratični raspored svijetlih i tamnih mrlja. Optičke rešetke daju izvanredno oštre ogibne slike i mnogo se upotrebljavaju za mjerenje valnih duljina svjetlosti.

## Povijest
Učinak difrakcije je prvi put detaljno objasnio Francesco Maria Grimaldi koji je pojavi dao ime polazeći od latinske riječi diffringere, što znači "razbiti u komade". Rezultati do kojih je Grimaldi došao su objavljeni postumno 1665. Isaac Newton isto je proučavao učinke vezane za difrakciju. Thomas Young je izveo poznati pokus 1803. demonstrirajući interferenciju valova na dva bliska otvora. Ovaj pokus mu je pomogao doći do zaključka da se svjetlost prostire kao val, nasuprot tvrdnjama mnogih znanstvenika da svjetlost ima čestičnu prirodu, to jest tvrdnjama da je svjetlost sastavljena od čestica.

### Fresnelov ogib
Fresnelov ogib je uređaj s kružnim otvorom kojim je Augustin Fresnel proučavao ogib i na temelju toga dao valnoj teoriji svjetlosti Christiaana Huygensa strogi matematički oblik, postavivši integral koji daje iradijanciju figure ogiba u promatranoj točki (Fresnelov integral).

## Difrakcija čestica
Po kvantnoj teoriji svaka čestica pokazuje i valne osobine. Dakle i čestice mogu interferirati i difraktirati poput primjerice zvučnih valova. Zapravo, difrakcija elektrona i neutrona, koja je potvrđena pokusom, bila je bitna pojava za kvantnu mehaniku jer je predstavljala jak dokaz u njenu korist kada su mnogi sumnjali u njenu ispravnost. Valna duljina čestica se naziva de Broglijeva valna duljina i iznosi:
{\displaystyle \lambda ={\frac {h}{p}}}
gdje je: h - Planckova konstanta, a p - impuls (masa∙brzina čestice za čestice koje se ne kreću brzinama bliskim svjetlosnoj). Za makroskopske objekte ova valna duljina je toliko mala da se slobodno može zanemariti. Atom natrija koji se kreće brzinom od 3 000 m/s ima de Broglijeovu valnu dužinu od 5 pikometara – dakle čak i atomi imaju jako male valne dužine. Osobina čestica da imaju male valne dužine ih čini idealnim za proučavanje kristalnih struktura materijala u čvrstom stanju i velikih molekula poput proteina.

## Vanjske poveznice
- Gap Obstacle Corner – Java simulation of diffraction of water wave.
- Google Maps – Satellite image of Panama Canal entry ocean wave diffraction.
- Google Maps and Bing Maps - Aerial photo of waves diffracting through sea barriers at Sea Palling in Norfolk, UK.